# Pomarolo
Pomarolo település Olaszországban, Trento megyében. Lakosainak száma 2441 fő (2023. január 1.). Pomarolo Aldeno, Nomi, Rovereto, Volano, Cimone és Villa Lagarina községekkel határos.

## Népesség
A település népességének változása:
| Lakosok száma | 2488 | 2487 | 2441 |
|               | 2017 | 2018 | 2023 |